# مدیریت دفتر
مدیریت دفتر (انگلیسی: Office management) حرفه‌ای مدیریتی در سازمان‌های اداری است، که وظیفه تنظیم برنامه روزانه مسئول، تنظیم جلسه‌ها، نامه‌نگاری و تنظیم گزارش‌ها، همچنین مشاوره مدیریت را بر عهده دارد. در ساختار سازمانی، به فردی که مدیریت دفتر به وی سپرده می‌شود؛ رئیس دفتر یا مسئول دفتر گفته می‌شود.